# Steve Jobs (film)
Steve Jobs è un film del 2015 diretto da Danny Boyle e scritto da Aaron Sorkin.
La pellicola, con protagonista Michael Fassbender, si basa sulla biografia autorizzata Steve Jobs, scritta da Walter Isaacson e pubblicata nel 2011. Si tratta del secondo film biografico su Steve Jobs dopo Jobs di Joshua Michael Stern del 2013.

## Trama
1984: Steve Jobs e Joanna Hoffman affrontano i problemi prima del lancio del Macintosh 128K. La voce della demo del computer non riesce a dire "ciao" e Jobs richiede all'ingegnere Andy Hertzfeld di ripararlo, minacciando di umiliarlo pubblicamente nella presentazione, mentre lui suggerisce di falsificare la demo usando il prototipo del futuro Macintosh 512K. Nel frattempo, Jobs inveisce contro un articolo della rivista Time che parla della sua presunta paternità con l'ex-fidanzata Chrisann Brennan: l'uomo nega di essere il padre della bimba di cinque anni, Lisa. La Brennan arriva con Lisa per affrontare Jobs; lei è amareggiata dal rifiuto dell'uomo di sostenerla, nonostante la sua ricchezza. Jobs alla fine si impegna a dare più soldi e una casa, ma continua a negare la sua paternità. Jobs poi discute di politica aziendale con il CEO John Sculley; Jobs ammette che il suo bisogno di controllo deriva dai suoi sentimenti di impotenza generati dall'essere abbandonato dai genitori naturali. Il Macintosh non è riuscito a soddisfare le aspettative e la società in difficoltà ha spodestato Jobs, il quale fonda la NeXT.
1988: Jobs prepara il lancio del NeXT Computer a Davies Symphony Hall. La vita di Lisa con la Brennan è difficile, l'uomo accusa la madre di sua figlia di comportarsi in modo scorretto e di usare Lisa per ottenere i soldi da lui. Wozniak arriva a sostenere Jobs in ciò che prevede sarà un altro lancio disastroso, ma Jobs gli rimprovera alcune frasi in cui criticava il suo l'atteggiamento difficile. Wozniak ammette la sua frustrazione con Jobs e mette in discussione i suoi contributi; Jobs paragona il suo ruolo a quello di un direttore d'orchestra, quello che dirige i "musicisti" come Wozniak. Hertzfeld mostra a Jobs una parodia di un comunicato stampa Apple secondo cui la società sarebbe intenzionata ad acquistare NeXT per il suo sistema operativo e a nominare Jobs CEO. Nel frattempo, Hoffman e Jobs discutono la direzione poco chiara di NeXT; Hoffman si rende conto che Jobs ha infatti concepito il computer in modo da invogliare Apple ad acquisire la società.
1998: la Apple continua però ad essere in difficoltà: la società ha licenziato Sculley, ha acquisito NeXT, e ha nominato Jobs CEO. Jobs sta avendo un battibecco con Lisa, che ha permesso alla Brennan di vendere la casa comprata per loro. Wozniak chiede ancora una volta che Jobs dia credito al team Apple II in occasione del lancio, ma Jobs rifiuta. Sculley poi arriva in segreto e i due fanno ammenda. Un'esasperata Hoffman insiste sul fatto che Jobs debba risolvere le cose con Lisa. Jobs si scusa con sua figlia per i suoi errori del passato, e le promette di metterle la musica in tasca, un giorno, così accennando la creazione di ciò che sarà l'iPod, per poi rivelarle che il computer LISA si chiamasse esattamente come lei, sua figlia, e che non avesse mai dimenticato il primo dipinto digitale creato con MacPaint sul computer, mostrandole un foglio stampato di tale vecchia creazione infantile.

## Produzione

### Cast
- Michael Fassbender è Steve Jobs, cofondatore della Apple.
- Kate Winslet è Joanna Hoffman, membro del team della Macintosh e della NeXT.
- Seth Rogen è Steve Wozniak, cofondatore della Apple e creatore dell'Apple I e della serie Apple II.
- Jeff Daniels è John Sculley, amministratore delegato della Apple dal 1983 al 1993 e presidente della Pepsi-Cola.
- Michael Stuhlbarg è Andy Hertzfeld, membro del team della Macintosh.
- Perla Haney-Jardine, Ripley Sobo e Makenzie Moss sono Lisa Brennan-Jobs (in età differenti), prima figlia di Jobs.
- Katherine Waterston è Chrisann Brennan, madre di Lisa, fidanzata di Jobs al liceo e impiegata della Apple.
- John Ortiz è Joel Pforzheimer, un giornalista di GQ che intervista Jobs ad ogni lancio.
- Sarah Snook è Andrea Cunningham, imprenditrice e collaboratrice di Jobs per molti progetti della Apple.
- Scotty Wood è Larry Tesler, informatico ed esperto di computer alla Apple.
- Tyson Wheeler è Bruce Horn, membro del team della Macintosh.
- Chris Amato è Steve Capps, membro del team della Macintosh.
- Mike Siemsen è Larry Kenyon, membro del team della Macintosh.
- Cristina Swift è Rony Sebok, membro del team della Macintosh.
- Adam Shapiro è Avie Tevanian, informatico e programmatore della Apple dal 1997 al 2003.

### Riprese

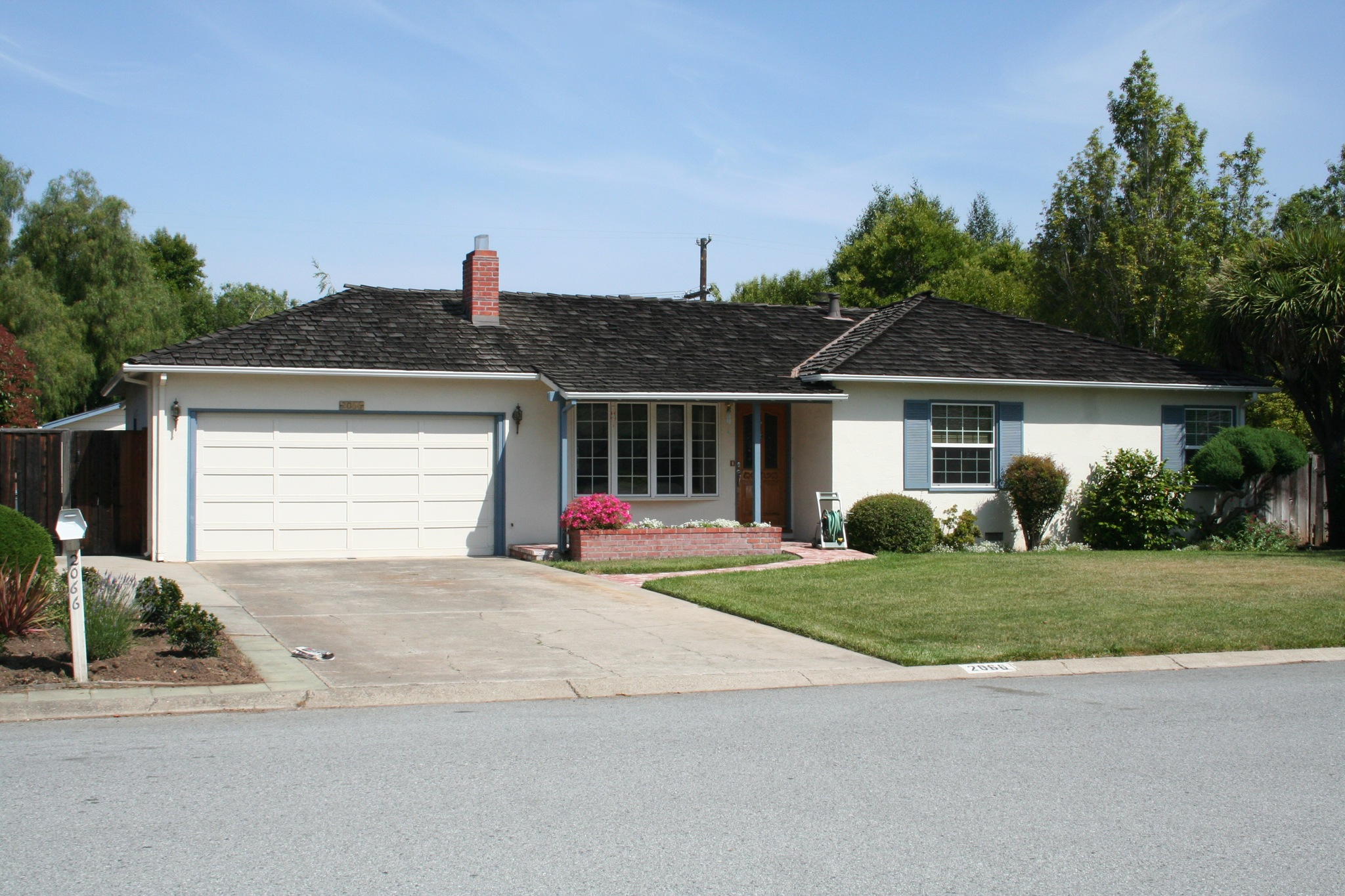
La casa dove Jobs ha ideato il primo pc Apple

Le riprese del film iniziano il 16 gennaio 2015 nella casa di Jobs quando era bambino, a Los Altos, in California. Altre riprese vengono effettuate nella San Francisco Bay Area. Il 23 e 24 gennaio le riprese si spostano a Berkeley, tra cui nel ristorante La Méditerranée, vicino al college di Jobs. Il 29 gennaio le riprese si svolgono al college De Anza, dove continuano fino a metà febbraio. A fine febbraio le riprese si spostano a San Francisco, tra il War Memorial Opera House, il Louise M. Davies Symphony Hall ed il Civic Center, e proseguono fino a marzo. Le riprese terminano il 10 aprile dopo alcune scene aggiuntive girate nuovamente nella San Francisco Bay Area.

### Effetti visivi
Il 26 febbraio 2015 viene comunicato che la società Union di Londra cura gli effetti visivi del film.

## Promozione
Il primo teaser trailer del film viene diffuso il 17 maggio 2015 tramite il canale YouTube della Universal Pictures.

## Distribuzione
Il film è stato presentato in anteprima mondiale al Telluride Film Festival il 5 settembre 2015. La pellicola è stata poi distribuita nelle sale cinematografiche statunitensi a partire dal 9 ottobre 2015, quattro giorni dopo l'anniversario della morte di Jobs. In Italia è uscito il 21 gennaio 2016.

### Divieti
Negli Stati Uniti d'America il film è stato vietato ai minori di 17 anni non accompagnati da un adulto per il linguaggio utilizzato in alcune scene.

### Edizione italiana
La direzione del doppiaggio e i dialoghi italiani sono curati da Alessandro Rossi per conto della Laser Digital Film che si è occupata anche della sonorizzazione.

## Accoglienza

### Incassi
Il film ha incassato un totale mondiale di 34441873 $.

### Critica
Dopo la presentazione al Telluride Film Festival, il 5 settembre 2015, i principali siti cinematografici statunitensi hanno accolto positivamente la pellicola. Justin Chang di Variety elogia il lavoro di Sorkin "ferocemente inventivo ma anche insopportabilmente preciso, un lavoro di equilibrismo che è difficile non ammirare anche quando è quasi impossibile da apprezzare". Todd McCarthy, dell'Hollywood Reporter, elogia l'interpretazione di Fassbender, mentre Gregory Ellwood di HitFix si complimenta con tutto il cast secondario. Brian Formo di Collider definisce il film "una locomotiva, diretto con sicurezza, interpretato splendidamente e montato magnificamente, con una sceneggiatura mozzafiato, acuta ma anche estenuante e dolorosamente circolare". David Ehrlich di Time Out New York elogia il lavoro di Sorkin che "supera il suo stesso lavoro in The Social Network con uno script ancora più affilato e selvaggio" ma apprezza meno la regia di Boyle, che "fa del suo meglio per rimanere fuori dal campo visivo: quando mostra la sua mano, vorresti toglierla".

## Riconoscimenti
- 2016 - Premio Oscar[19]
  - Candidatura per il miglior attore protagonista a Michael Fassbender
  - Candidatura per la miglior attrice non protagonista a Kate Winslet
- 2016 - Golden Globe[20][21]
  - Migliore attrice non protagonista a Kate Winslet
  - Migliore sceneggiatura a Aaron Sorkin
  - Candidatura per il miglior attore in un film drammatico a Michael Fassbender
  - Candidatura per la migliore colonna sonora originale a Daniel Pemberton
- 2016 - British Academy Film Awards[22]
  - Migliore attrice non protagonista a Kate Winslet
  - Candidatura per il miglior attore protagonista a Michael Fassbender
  - Candidatura per la migliore sceneggiatura non originale a Aaron Sorkin
- 2016 - Screen Actors Guild Award[23]
  - Candidatura per il miglior attore a Michael Fassbender
  - Candidatura per la miglior attrice non protagonista a Kate Winslet
- 2016 - Satellite Awards[24][25]
  - Miglior sceneggiatura non originale a Aaron Sorkin
  - Candidatura per il miglior attore a Michael Fassbender
  - Candidatura per la miglior attrice non protagonista a Kate Winslet
  - Candidatura per il miglior montaggio a Elliot Graham
- 2015 - Critics' Choice Movie Award[26]
  - Candidatura per il miglior attore a Michael Fassbender
  - Candidatura per la miglior attrice non protagonista a Kate Winslet
  - Candidatura per la miglior sceneggiatura non originale a Aaron Sorkin
- 2015 - Los Angeles Film Critics Association[27]
  - Miglior attore a Michael Fassbender
- 2015 - New York Film Critics Online Awards[27]
  - Migliori dieci film dell'anno
- 2015 - Washington D.C. Area Film Critics Association Awards[28]
  - Candidatura per il miglior attore a Michael Fassbender
  - Candidatura per la miglior attrice non protagonista a Kate Winslet
  - Candidatura per il miglior cast
  - Candidatura per la miglior sceneggiatura non originale a Aaron Sorkin
  - Candidatura per il miglior montaggio a Elliot Graham
- 2015 - Phoenix Critics Circle Awards[29]
  - Miglior attore a Michael Fassbender
  - Candidatura per la miglior attrice non protagonista a Kate Winslet
  - Candidatura per la miglior sceneggiatura a Aaron Sorkin
- 2015 - San Francisco Film Critics Circle[30]
  - Candidatura per il miglior attore a Michael Fassbender
- 2015 - Southeastern Film Critics Association Awards[31]
  - Candidatura per il miglior attore a Michael Fassbender
  - Candidatura per la miglior attrice non protagonista a Kate Winslet
- 2015 - Chicago Film Critics Association[32]
  - Candidatura per il miglior attore a Michael Fassbender
  - Candidatura per la miglior sceneggiatura adattata a Aaron Sorkin
- 2015 - Online Film Critics Society[33][34]
  - Miglior attore a Michael Fassbender
  - Candidatura per la miglior attrice non protagonista a Kate Winslet
  - Candidatura per la miglior sceneggiatura non originale a Aaron Sorkin
  - Candidatura per il miglior montaggio a Elliot Graham
- 2015 - Las Vegas Film Critics Society[35]
  - Candidatura per il miglior attore a Michael Fassbender
  - Candidatura per la miglior attrice non protagonista a Kate Winslet
  - Candidatura per la miglior sceneggiatura non originale a Aaron Sorkin
- 2016 - MTV Movie Awards[36]
  - Candidatura per il miglior film basato su una storia vera